# Затерянный мир (роман, 1912)
«Затерянный мир» (англ. The Lost World) — научно-фантастический роман Артура Конана Дойла, вышедший в 1912 году. Это первая книга из цикла произведений о профессоре Челленджере.
В романе описываются приключения британской экспедиции в Южной Америке. На скалистом недоступном плато в бассейне Амазонки Челленджер со спутниками (профессором Саммерли, лордом Джоном Рокстоном и репортёром Мэлоуном, от чьего лица ведётся повествование) обнаруживают «затерянный мир» — район, где сохранились динозавры, человеко-обезьяны и дикари каменного века.
Роман «Затерянный мир» имел огромный читательский успех, он считается одним из шедевров научной фантастики и переведён на все основные языки мира. Среди его достоинств критики отмечают динамичный сюжет, ярких персонажей, мягкий юмор.

## Сюжет

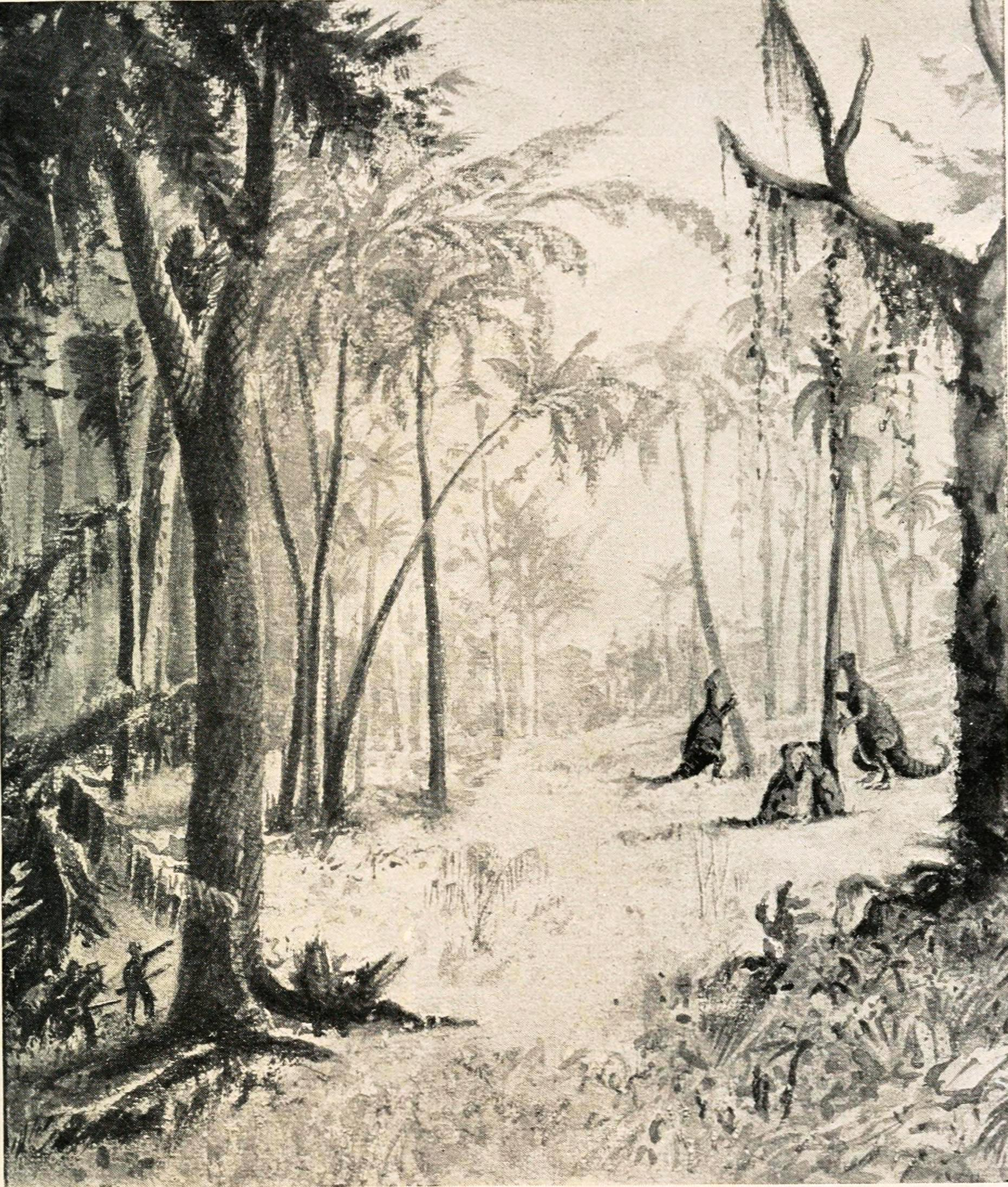
Путешественники встречают игуанодонов

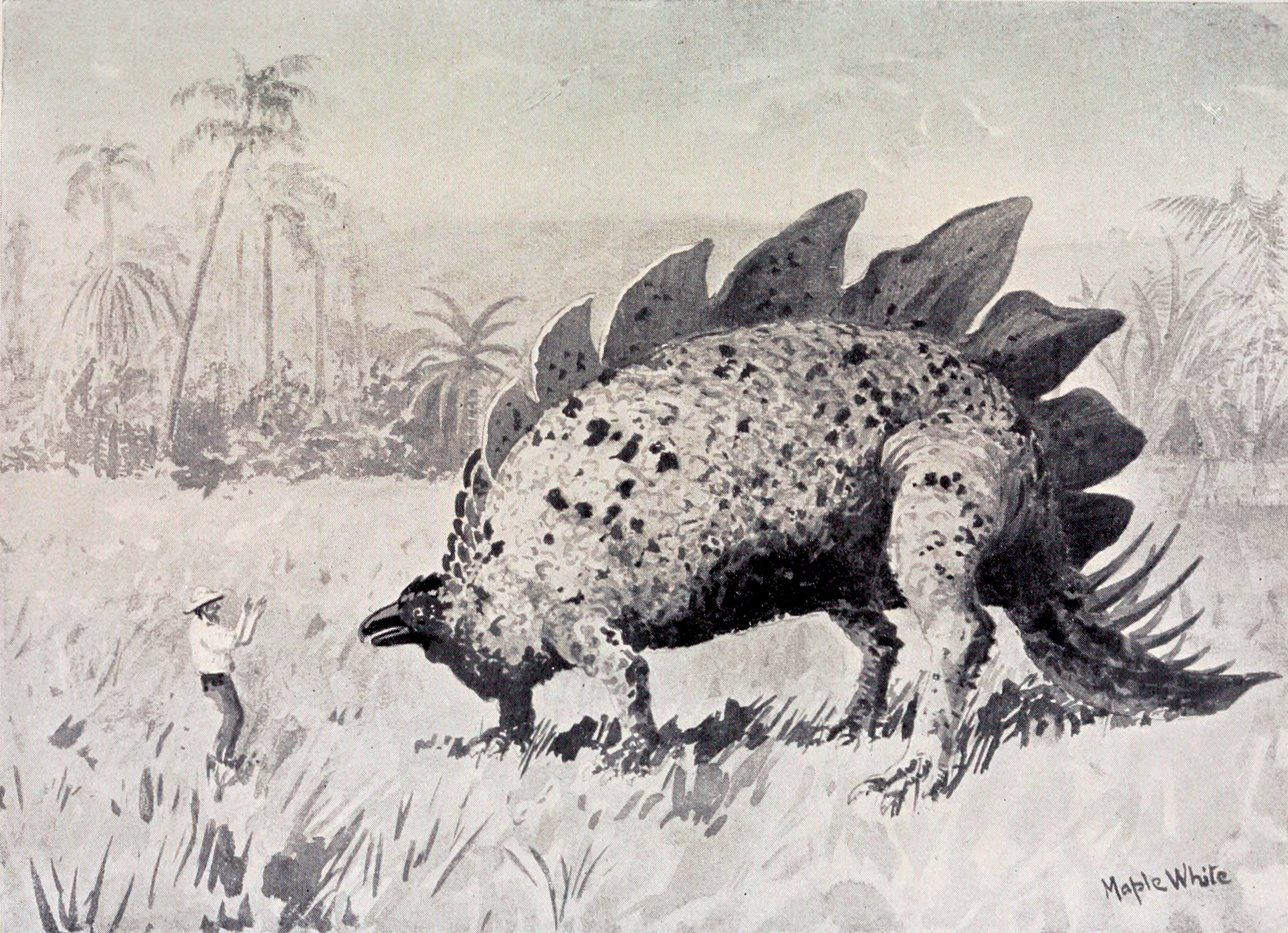
Человек и стегозавр

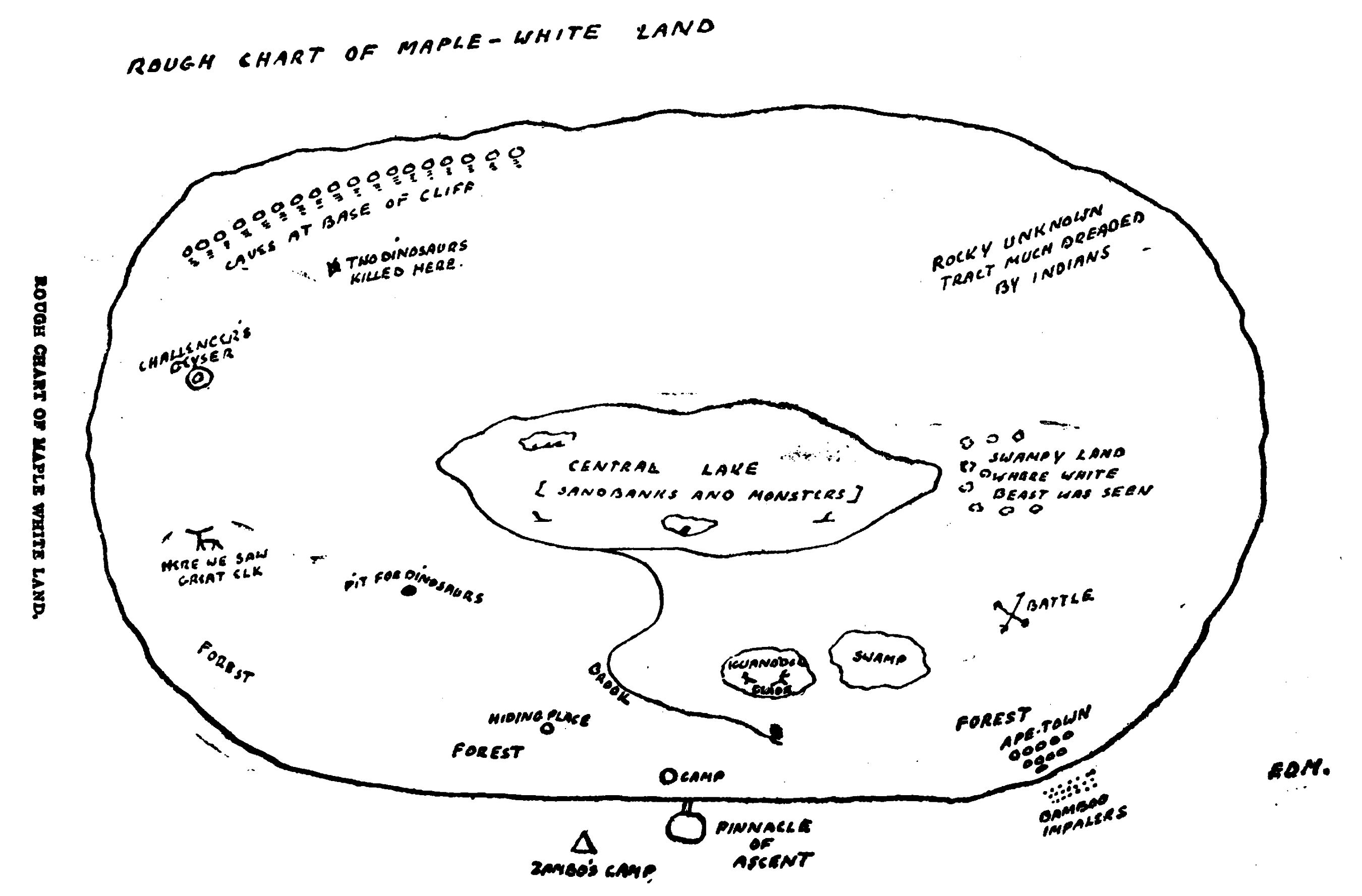
Карта затерянного мира

Пытаясь добиться расположения красавицы Глэдис, молодой журналист-ирландец Эдуард Мэлоун просит своего издателя дать ему какое-нибудь «опасное задание». Редактор Мак-Ардл даёт ему поручение взять интервью у нелюдимого и чудаковатого профессора Джорджа Челленджера, известного скандалиста и ненавистника журналистов. Профессор тотчас разоблачает «научного исследователя» и спускает его с лестницы, однако Мэлоун говорит прибывшему полицейскому, что отказывается от жалобы, благодаря чему завоёвывает расположение Челленджера. Профессор рассказывает журналисту о своём расколе с учёным миром. Однажды, во время поездки по Южной Америке, учёный обнаружил в маленькой деревне тело умершего от лихорадки американского натуралиста по имени Мепл-Уайт. Изучив дневник покойного, Челленджер обнаружил, что в нём есть зарисовки совершенно неисследованной местности, а также динозавров рядом с людьми. Пользуясь дневником, профессор совершил поход в указанное место, которого местные туземцы сильно боятся, считая его обиталищем злого духа Курупури, и обнаружил гигантское плато, где подстрелил животное, оказавшееся доисторическим птеродактилем. Однако его лодка перевернулась на пороге и у него остались только крыло ящера и несколько фотографий — довольно слабые доказательства в пользу его теории.
На лекции в Музее естествознания Челленджера обвиняют в том, что он выдумал открытое им плато и фальсифицировал доказательства. Он заявляет о готовности совершить повторную экспедицию на плато с тем, чтобы объективные свидетели подтвердили его слова. В экспедицию вместе с ним вызываются ехать скептически настроенный учёный профессор Саммерли, знаменитый охотник и путешественник лорд Джон Рокстон и репортёр Мэлоун.
Исследователи отправляются в Бразилию и поднимаются вверх по Амазонке, сопровождаемые местными индейцами и преданным слугой-негром Самбо. Пройдя по указанному Челленджером маршруту, экспедиция обнаруживает плато, но это не уменьшает скептицизма Саммерли, что вызывает ссору между учёными. Экспедиция обходит плато кругом, но подняться наверх невозможно, а пещера, через которую поднялся Мепл-Уайт, завалена. Сверх того, путешественники обнаруживают останки злосчастного спутника Мепл-Уайта — Джеймса Колвера, который, судя по всему, сорвался с высокой скалы, напоровшись на заросли бамбука. Вечером герои жарят на вертеле полтуши агути, но внезапно появившийся откуда-то сверху птеродактиль уносит их ужин. Обескураженный Саммерли нехотя признаёт правоту Челленджера. Челленджер достойно, без какого-либо злорадства, дружески пожимает руку скептика.
После опасного приключения в змеином болоте, где на путешественников нападают ядовитые яракаки, группе удаётся взобраться на утёс, стоящий рядом с плато, и свалить на другую сторону дерево. Как только они переходят на плато, метис Гомес сталкивает дерево в пропасть, отрезая англичан от спасения. Выясняется, что коварный Гомес таким образом мстит лорду Рокстону за смерть своего брата-работорговца. Ответив предателю метким выстрелом из ружья, четверо британцев идут вглубь плато, где, к великой радости Челленджера, встречают живых динозавров. Но вскоре путешественникам приходится вступить в серьёзную борьбу за выживание среди плотоядных аллозавров (или мегалозавров), летучих птеродактилей, свирепых обезьянолюдей — далёких предков человека — и попавшего на это плато (в давние времена) племени индейцев. Обезьянолюди проявляют враждебность, и путешественники заключают союз с индейцами; в результате их похода большинство обезьянолюдей уничтожаются, а оставшиеся попадают в рабство. После исследования плато экспедиции удаётся спуститься вниз, используя путь через пещеры, указанный им одним из индейцев.
На заседании в Музее естествознания соратники Челленджера подтверждают рассказ профессора, но теперь не верят уже им. Тогда профессор в качестве доказательства демонстрирует пойманного им на плато живого птеродактиля.
Прославившись, Мэлоун приезжает к своей любимой Глэдис и узнаёт, что пока он путешествовал, она успела стать женой письмоводителя в нотариальной конторе. Она объясняет это следующим образом: «Ваше чувство было, вероятно, не очень глубоко, если вы могли бросить меня здесь одну и уехать куда-то на край света». Огорчённый Мэлоун принимает решение присоединиться к лорду Рокстону, который планирует ещё одну экспедицию на плато.

## История

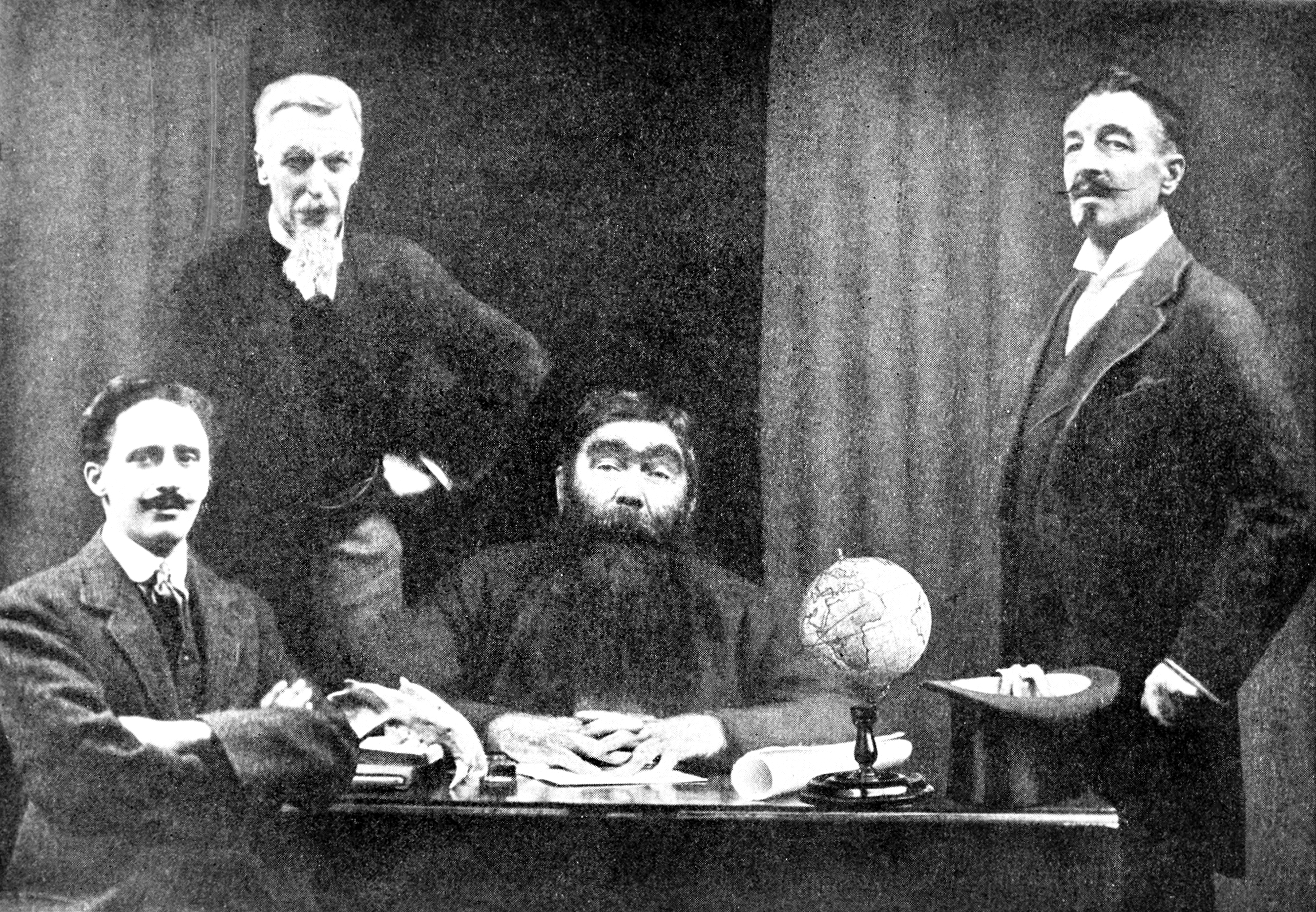
«Члены исследовательской экспедиционной партии». Фронтиспис к первому изданию романа «Затерянный мир» (1912). На постановочном фото изображены главные персонажи романа, роль которых сыграли сам автор и его друзья: профессор Саммерли (Патрик Форбс), репортёр Эд Мелоун (Уильям Рэнсфорд), профессор Челленджер (Конан Дойл), лорд Джон Рокстон (также Патрик Форбс). Фотография Уильяма Рэнсфорда

Артур Конан Дойл начал писать новый роман осенью 1911 года, перед этим он несколько лет путешествовал и романов не писал. Позднее он пояснил, что с самого начала ориентировался на подростков и «хотел дать книге для мальчишек то, что Шерлок Холмс дал детективному рассказу». Замысел романа возник из бесед автора со своими друзьями майором Перси Фосеттом, известным путешественником и этнографом, и зоологом Эдвином Ланкестером. Были конкретные прототипы и у персонажей романа: для Мэлоуна это знакомый автору журналист Эдмунд Морель, а для лорда Рокстона — сэр Роджер Кейзмент (впоследствии Дойл рассорится с ними обоими). Челленджер вобрал в себе черты профессора Резерфорда, Джорджа Бадда и, вероятно, в некоторой степени самого автора. Работа над романом шла быстро и увлечённо, каждый вечер Дойл читал жене новые главы. 11 декабря 1911 года роман был закончен и передан Strand Magazine.
Как и большинство романов Дойла в этот период, «Затерянный мир» печатался отдельными выпусками в популярном иллюстрированном журнале «Strand Magazine», публикация продолжалась с апреля по ноябрь 1912 года. Дойл предложил журналу снабдить публикацию фотографиями самого Дойла в гриме профессора Челленджера, но редакция не согласилась. Роман заслужил шумный успех у читателей, был сразу издан отдельной книгой (1913 год) и переведён на многие языки, а начиная с 1925 года многократно экранизирован.
Первое книжное издание сопровождалось постановочными фотографиями, для которых позировали Конан Дойл и его друзья. Сам автор романа в парике и с накладной бородой изображал профессора Челленджера. Приятель Конан Дойла фотограф Уильям Рэнсфорд исполнил роль репортёра Мелоуна, лорда Рокстона и профессора Саммерли изображал один и тот же человек — Патрик Форбс.

## Контекст

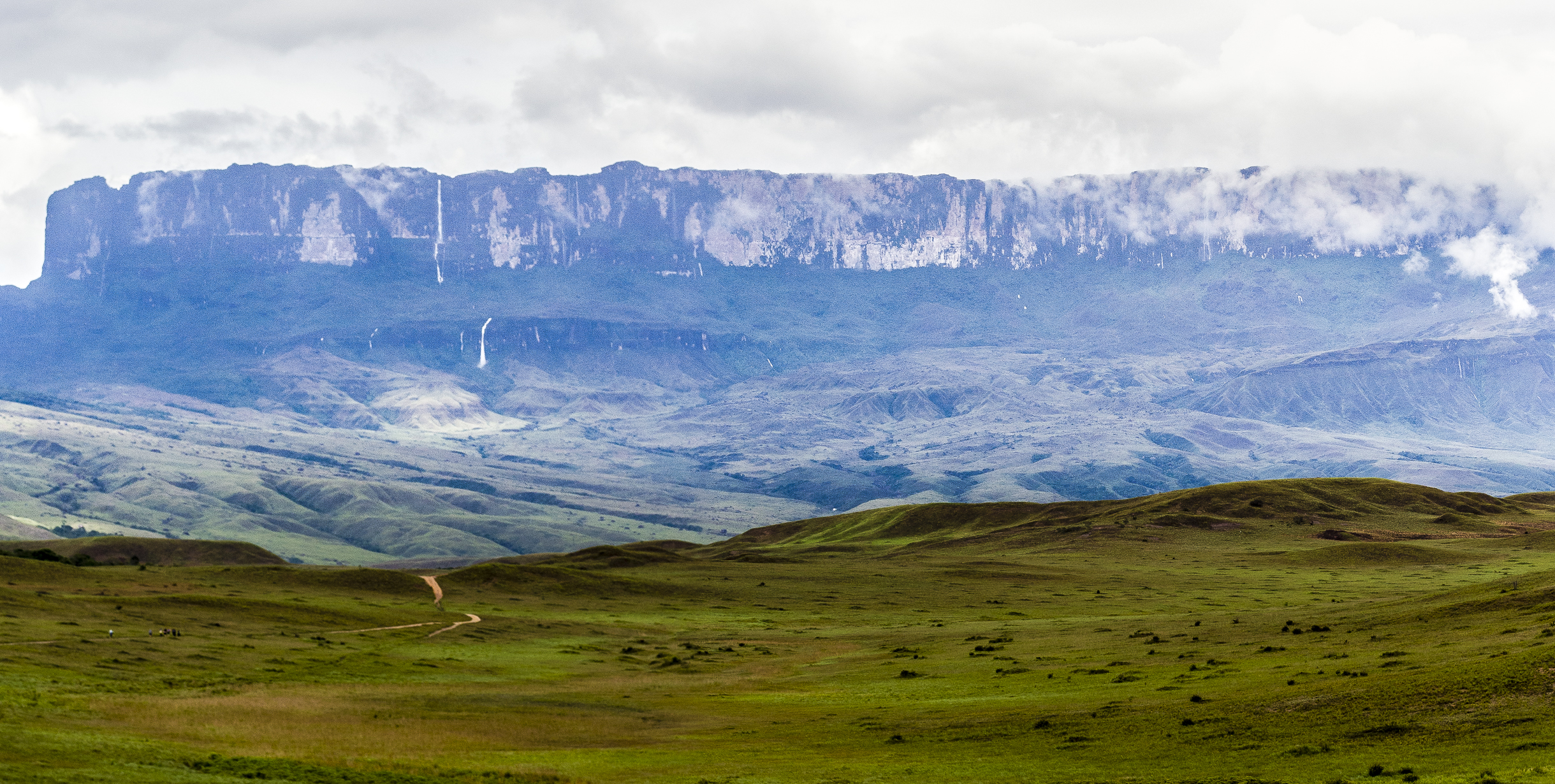
Плато Рорайма, вид со стороны Венесуэлы

Одним из прототипов плато «затерянного мира» послужило плато Рорайма на стыке Бразилии, Венесуэлы и Гайаны. Экспедиция альпинистов на это плато позже действительно выявила эндемичные виды, хотя не динозавров, а насекомых и растений.
Прототипом метисов-рабовладельцев, мстивших лорду Рокстону, послужил реальный криминально-рабовладельческий режим, установленный каучуковыми магнатами в эпоху «каучуковой лихорадки» и действовавший вплоть до 1920-х годов.
Прототипом само́й экспедиции Челленджера послужили экспедиции майора Перси Фосетта, проводившего топографические съёмки в верховьях бассейна Амазонки и попутно искавшего там затерянные индейские города, о которых сообщали испанские и португальские первопроходцы. С границ Венесуэлы в места изысканий Фосетта и перенесено действие романа. Со слов Фосетта описаны и некоторые животные «затерянного мира» — большая водяная змея озера Глэдис и человекообезьяны. Сообщения Фосетта о виденных им гигантских змеях и чёрных ягуарах были оспорены современниками. Теперь чёрных ягуаров можно видеть в зоопарке, а в начале XXI века были обнаружены ископаемые остатки огромного, правда давно вымершего, удава. Исследованное в 1909 году Фосеттом плато Рикардо Франко Хиллс на границе Бразилии с Боливией могло послужить другим прототипом «страны Мэпл-Уайта».
Вместе с тем, недостаточность естественно-научных знаний, накопленных к началу XX века европейскими учёными, привела к ряду ошибок в произведении. Так, путешественники в нём подвергаются нападению массы ядовитых змей рода жарарака, ареал распространения которых в действительности весьма далёк от описанных мест. Площадь же известного плато Рорайма (34 км²) примерно в 28 раз меньше описанной земли Мепл-Уайта, размеры которой взобравшийся на дерево Мелоун на глаз определял как около 30 миль в длину и около 20 миль в ширину.
В романе отражены некоторые современные ему политические события, социальные и расовые представления автора. Упоминается, что лорд Рокстон спас индейцев от рабства у жестоких метисов, эксплуатировавших их для добычи каучука. Автор добавляет — как в Конго, что является отсылкой к истории Свободного государства Конго. Бельгийскими резиновыми концессиями были наняты племена каннибалов, с помощью которых осуществлялась эксплуатация местных жителей. Роджер Кейсмент опубликовал доклад о ситуации в Конго, поднявший волну общественного недовольства. Конан Дойл внёс вклад в эту борьбу с этой ситуацией, написав книгу «Преступления Конго» (1909). Герберт Стрендж опубликовал популярный роман для подростков «Самба. История резинового рабства в Конго»  (1906), герой которого африканский подросток Самба вместе с молодым англичанином Джеком борется за права своего народа и героически погибает. В романе «Затерянный мир» имя Самбо принадлежит африканцу, который стал единственным, кто не бросил белых героев в беде. Характер Самбо отражает расовую теорию того времени, согласно которой негроидная раса подобна детям: её представители считались наивными, добродушными, жизнерадостными, им опасно давать самостоятельность, поскольку власть в их среде обязательно захватят самые жестокие, как произошло в Конго. Индейцы в «Затерянном мире» описаны как вероломные даже в отношении собратьев — они обобрали и побили одного из своих. Это отражает представление расовых теорий о «жёлтой», или монголоидной, расе: она более развита, чем чёрная раса, но существенно уступает последней в моральных аспектах, её представители вероломные, коварные и жестокие. Хуже всего в романе описаны метисы, они ещё более жестокие и коварные. Чтобы прекратить рабство индейцев, лорду Рокстону потребовалось лишь убить главных метисов, после чего жестокая система эксплуатации распалась сама.

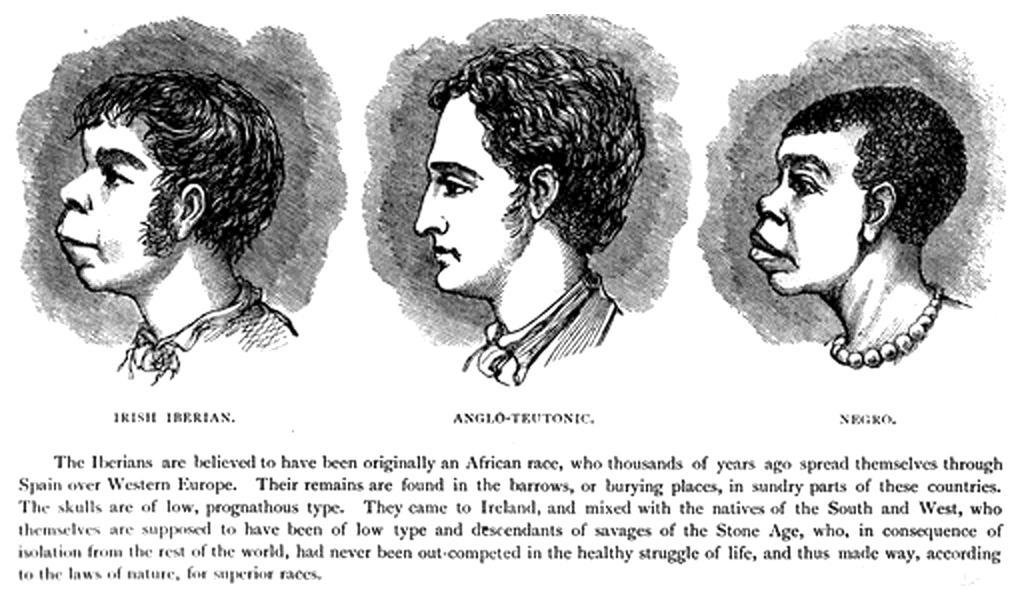
Иллюстрация Генри Стрикленда Констебла (1899), демонстрирующая идею предполагаемой в рамках расовых теорий близости между «ирландскими иберийцами» и «неграми» в отличие от стоящих выше в «расовой иерархии» «англо-тевтонов»

Столкнувшись с первой вспышкой темперамента Мелоуна, профессор Челленджер произносит: «Короткоголовый тип… Брахицефал, серые глаза, тёмные волосы некоторые черты негроида… Вы, вероятно, кельт?». Затем Челленджер регулярно подшучивает над ним и даёт понять, что Мелоун — сущий ребенок. Мелоун оказывается ирландцем, тогда как Челленджер — шотландец, оба они — кельтского происхождения. Шутки Челленджера в адрес Мелоуна отражают конкуренцию этих двух кельтских народов за историческое и культурное превосходство. Сам Конан Дойл имел ирландское происхождение. Челленджер обладает длинными чёрными волосами, бородой, спускающейся на грудь, подобной груди ассирийского быка, высоким и крутым лбом, очень широкими плечами, огромной головой, мясистым лицом и пронзительными синими глазами, смотревшими властно и проницательно. В описании лорда Рокстона названы его светло-голубые глаза, «мерцающие, как ледяное горное озеро», нос с горбинкой, худые, запавшие щеки, рыжеватые волосы и усы шнурочком. Рокстон является профессиональным охотником и спортсменом. Пожилой профессор Саммерли демонстрирует выносливость и мужество. Рокстон и Саммерли принадлежат к «англосаксам», потомкам «тевтонских племён» — согласно расовой теории того времени «истинным арийцам». Разные характеры героев положительно сочетаются друг с другом. Ирландец и шотландец вспыльчивы и темпераментны, однако обладают хорошей интуицией, которая помогает Челленджеру быстро решать трудные задачи, Мелоун был единственным, кто почувствовал слежку человекообезьян. Англосаксы Рокстон и Саммерли спокойны и выдержанны, пока дело не касается их страсти. Это сочетание отражает представление Конан Дойла о задаче Британской империи продемонстрировать миру, что разные расы могут не только мирно сосуществовать, но и помогать друг другу. В основе этого сосуществования должно лежать правильное социальное устройство. Главные персонажи романа воплощают различные социальные группы, на которые должна опираться Британская империя. Лорд Рокстон — мужественный, сильный, и одновременно утонченный аристократ, готовый вступиться за слабых. Молодой ирландский репортер Мелоун представляет свободную прессу, основу независимого общественного мнения, без которого, по мнению Конан Дойла, не может существовать настоящей Британской империи. Учёные Челленджер и Саммерли олицетворяют британскую науку, на которой также основан авторитет Британии.

## Русские переводы
Первые переводы романа на русский язык появились немедленно после английской публикации (1912 год); кроме авторского названия «Затерянный мир», использовались названия: В страну чудес; Погибший мир; Мир прошлого; Страна чудес. Краткая хронология переводов за 1912—1940 годы:
- 1912 — журнал «Вестник иностранной литературы» № 7—12.
- 1913 — журнал «Новое слово» № 1—2.
- 1913 — журнал «Мир приключений», № 7—11.
- 1913 — журнал «Волны» № 4—13, под назв. «Погибший мир. Рассказ об изумительных приключениях профессора Джоржа Челленджера, лорда Джона Рокстана, профессора Саммерли и м-ра Э. Д. Мэлона из "Ежедневной газеты"», переводчик З. Н. Журавская.
- 1913 — СПб.: Переводчик М. Г. Корнфельд (Б-ка «Синего журнала»), под названием «Затерянный мир: Отчёт о недавних изумительных приключениях профессора Жоржа Чалленджера, лорда Джона Рокстона, профессора Семмерли и сотрудника „Daily gazette“ Е. Д. Малоун».
- 1914 — газета «Черкасские отклики» № 25—29, под названием «Мир прошлого».
- 1917 — Петроград: Изд-во: Нац. библиотека, 182 с., под названием «Страна чудес».
  - 1927 — переиздание: Л.: Изд-во: Нац. библиотека, 182 с., название то же.
- 1927 — Л.: Прибой, 130 (2) с., под названием «В страну чудес», переводчик О. Н. Цельхерт.
- 1928 — Л.: Вокруг света, 264 с., под назв. «Затерянный мир», переводчик О. Н. Цельхерт.
- 1936 — Л.: Молодая гвардия, 247(1) с., под назв. «Затерянный мир», переводчик А. Карнаухова. Предисловие профессора Д. И. Мушкетова.

Новый перевод, на долгое время ставший стандартным, выполнила Наталия Альбертовна Волжина в 1947 году:
- Затерянный мир. — М.: Географгиз, 1947. — 247 (1) с.

Этот перевод переиздавался в СССР более 70 раз.

## Экранизации
- «Затерянный мир» — фильм 1925 года
- «Затерянный мир» — фильм 1960 года
- «Затерянный мир» — фильм 1992 года
- «Затерянный мир» — фильм 1998 года
- «Затерянный мир» — телесериал 1999 года
- «Затерянный мир» — фильм 2001 года
- «Затерянный мир» — спектакль 2014 года

## Театральные постановки
- «Затерянный мир» — постановка Московского драматического театра «Модерн» в Москве в 2014 году. Режиссёр — Юрий Грымов[8].

## Культурное влияние
Сюжетный мотив о приключениях человека в мире допотопных чудовищ многократно использовался у разных авторов.
В русской фантастике наиболее близкий сюжет имеет роман В. А. Обручева «Плутония». Сам Обручев невысоко оценил роман Конана Дойла и в предисловии к «Плутонии» написал: «в этом романе… много неправдоподобного; он знакомил читателя только с миром, близким к современному, и произвёл на меня такое слабое впечатление, что я забыл его название, хотя читал его два раза и не очень давно». Достоинством «Плутонии» Обручев считал научную достоверность.
Несколько других примеров книг со сходными мотивами:
- Владимир Обручев «Плутония» (1915)
- Эдгар Райс Берроуз «Земля, позабытая временем» (1918)
- Жозеф-Анри Рони-старший «Великая загадка» (1920, рассказ)
- Герберт Уэллс «Мистер Блетсворси на острове Рэмпол» (1928)
- Г. Ф. Лавкрафт «Хребты безумия» (1936)
- Александр Шалимов «Охотники за динозаврами» (1962)
- Хорхе Луис Борхес «Сообщение Броуди» (1970, рассказ)
- Александр Абрамов, Сергей Абрамов «Где-то там, далеко…» (1975, рассказ)
- Клиффорд Саймак «Мастодония» (1978)
- Майкл Крайтон «Парк юрского периода» (1990)
- Джеймс Клеменс «Амазония» (2002)
- Александр Громов «Прыткая и Потаскун» (2006, повесть)